# BenQ
Die BenQ Corporation [ˈbenkjuː] ist ein Anbieter von High-Tech-Produkten aus Taiwan. Das Unternehmen beschäftigt weltweit 2300 Mitarbeiter und fertigt Produkte der Informationstechnologie und Unterhaltungselektronik.

## Geschichte
Das Unternehmen wurde im April 1984 als Tochter des Computerherstellers Multitech (später Acer) gegründet und hieß ursprünglich Acer Peripherals. Den Namen BenQ erhielt es 2001, um das Unternehmensmotto stärker zu betonen: „Bringing Enjoyment and Quality to Life“ (englisch für: „Bringt Freude und Qualität ins Leben“). Das damals als Auftragsfertiger von Mobiltelefonen und PC-Zubehör agierende Unternehmen wurde unter der Führung von K. Y. Lee zu diesem Zeitpunkt unter eigener Marke selbstständig.
Das frühere Acer-Unternehmen hat 1300 Patente für Speicher-, Anzeige-, Bild- und Kommunikationsprodukte erworben. Etwa vier Prozent der Einnahmen investiert das Unternehmen weltweit in Forschung und Entwicklung. Diese ist mit rund 1200 Ingenieuren im Hsinchu Lab in Taiwan konzentriert, sowie auf zwei weitere Standorte in Suzhou (Volksrepublik China) und San Diego (USA) verteilt. Produziert wird in Malaysia, Mexiko, China und Taiwan.
In zwei Jahren verdoppelte sich der Umsatz auf vier Milliarden Dollar, und der Gewinn stieg von 100 auf 250 Millionen US-Dollar. Ein Drittel davon stammte bereits aus dem Verkauf von Joybook-Notebooks, Flachbildschirmen, Videobeamern, Joybee-MP3-Spielern und Handys. Um die neue Marke in Europa bekannter zu machen, investierte BenQ 18 Millionen Euro in Werbung und wollte als Sponsor der Fußball-Europameisterschaft 2008 und Statistiker der EM-Website auftreten, zog dieses Engagement aber auf Grund des Skandals und Verlust des Ansehens um die Übernahme von Siemens Mobile zurück. 2005 betrug der Jahresumsatz der BenQ-Gruppe 16,50 Milliarden US-Dollar.
Bereits vor Einführung des Markennamens BenQ eröffneten die Taiwaner im August 2000 eine deutsche Niederlassung in Hamburg. 2007 arbeiten in dem Team ca. 33 Mitarbeiter. Zum 1. Januar 2010 verlagerte BenQ seine deutsche Unternehmenszentrale nach Oberhausen. Begründet wurde diese Entscheidung mit der Nähe zum Europahauptquartier in Eindhoven.
Nach eigener Verlautbarung wollte sich das Unternehmen zukünftig als globale Marke für „digitalen lifestyle“ etablieren. Das Ziel des Unternehmens war laut BenQs Deutschland-Chef Michael Grote, sich „irgendwo zwischen Sony und Samsung“ zu platzieren.
Der taiwanische Hersteller Lite-On übernahm Mitte 2006 die DVD-Brenner-Sparte von BenQ. Lite-On zahlte über 30 Millionen Euro an BenQ und erwarb damit die komplette BenQ-Laufwerksabteilung, deren Kunden und erhielt Zugriff auf BenQs Laufwerkspatente. Im Gegenzug erhielt BenQ 13 Prozent der Aktienanteile von Lite-On und wurde deren größter Anteilseigner.
Seit September 2007 werden das Markengeschäft (BenQ Corporation) und die Produktion (Qisda Corporation) getrennt geführt. Dabei wurde die alte BenQ Corporation in Qisda Corporation umbenannt. Der neue Name Qisda [ˈJias Daː] steht für „Quality Innovation Speed Driving and Achievements“ (englisch für: „Qualität Innovation Geschwindigkeit Tatkraft und Erfolge“), die neu gegründete, heutige BenQ Corporation wird als Tochtergesellschaft der Qisda geführt.

## Übernahme von Siemens Mobile
Im Jahr 2005 übernahm BenQ die Mobiltelefon-Sparte der Siemens AG und legte diese mit der eigenen Telekommunikationssparte zusammen. Damit stieg BenQ schlagartig zu einem der sechs größten Markenhersteller für Mobiltelefone in der Welt auf. Der neue Unternehmensbereich wurde seit dem 1. Oktober 2005 unter dem Namen BenQ Mobile mit Unternehmenssitz in München geführt. Dieser beschäftigte etwa 7000 Mitarbeiter weltweit und war damit zeitweise der größte der drei neu aufgestellten Tätigkeitsbereiche von BenQ (Communications, Consumer Electronics, Computing).
Nach Angaben des Unternehmens konnte BenQ ab dem Zeitpunkt der Übernahme am 1. Oktober 2005 eigene Mobiltelefone durch ein Lizenzabkommen mit der Siemens AG anderthalb Jahre lang weiter unter dem Markennamen Siemens verkaufen. Die Namensmarke BenQ-Siemens durfte für 5 Jahre verwendet werden; unter dieser Bezeichnung wurden alle im Jahr 2006 neu vorgestellten Modelle auf den Markt gebracht. Spätestens nach Ablauf dieser Zeit sollten die Handys dann nur noch unter der Marke BenQ verkauft werden. Die Frage, ob BenQ die Übernahme der Siemens-Handysparte finanziell verkraften kann, galt als offen. Entwicklungen wie die Schließung des Standorts in Ulm, der Verkauf des Standorts in Aalborg (Dänemark) an den Konkurrenten Motorola, die Ankündigung eines geplanten Abbaus von ca. 500 Mitarbeitern in Deutschland und das Nachgeben des Marktanteils von ca. 5 auf 3,5 Prozent zeigten bereits, dass BenQ vor gewaltigen Problemen bei der Sanierung des von Siemens übernommenen Geschäftsbereichs stand.
Am 28. September 2006 teilte BenQ schließlich mit, dass man die Zahlungen an BenQ Mobile in Deutschland mit sofortiger Wirkung einstelle. „Die Umsatz- und Margenentwicklung für das Weihnachtsgeschäft 2006 sei unter den Erwartungen geblieben“, so ein BenQ-Sprecher. Da das Stammkapital der BenQ Mobile GmbH & Co. OHG nur 25.000 Euro betrug, stellte die Gesellschaft am 29. September 2006 vormittags beim Amtsgericht München einen Insolvenzantrag. In der OHG waren die 3400 Mitarbeiter des Unternehmens zusammengefasst. Die zur Handy-Sparte gehörende Asset GmbH, welche die geistigen Werte des Unternehmens bündelte, war dabei nicht von der Insolvenz betroffen. BenQ wollte sein weltweites Geschäft mit Mobiltelefonen der Marke BenQ-Siemens fortsetzen und dazu nun die bestehenden Forschungs-, Entwicklungs- und Fertigungskapazitäten in Asien nutzen.
Die 3000 BenQ-Mitarbeiter wurden nach Aussagen eines Sprechers des Siemens-Konzerns noch bis 2009 bei der Stellensuche im Siemens-Konzern gegenüber externen Kandidaten bevorzugt behandelt. Außerdem wurde ein Hilfsfonds eingerichtet, um die Mitarbeiter auch finanziell zu unterstützen. BenQ und der Siemens-Konzern standen wegen der drohenden Arbeitsplatzverluste in den ehemaligen Siemens-Werken in der Kritik.
Für die 3300 entlassenen Mitarbeiter sollten ab dem Frühjahr 2008 öffentliche Gelder in Höhe von 12,8 Mio. Euro aus dem Europäischen Globalisierungsfonds für Umschulung und Wiedereingliederung bereitgestellt werden.
Am 31. Dezember 2006 stellte BenQ Mobile die Produktion ein. Am 24. Februar 2007 wurde bekannt, dass der letzte Interessent abgesprungen ist und das Unternehmen zerschlagen wird.
Der Aktienkurs von BenQ stieg unmittelbar nach Bekanntgabe der deutschen Insolvenz kurzfristig deutlich, sank in der Folge jedoch wieder stark.
In Deutschland war ein deutlicher Einbruch der Verkaufszahlen aller BenQ-Produktlinien (nicht nur der Mobiltelefone) zu verzeichnen. Des Weiteren hatte BenQ in Europa mit einem rasanten Imageverlust zu kämpfen, welcher diesen Einbruch der Verkaufszahlen begünstigte, wenn nicht sogar verursachte. Nach Aussage des Insolvenzverwalters von BenQ Mobile war lediglich der Markt in Russland im Weihnachtsgeschäft 2006/2007 einigermaßen stabil.
Im März 2007 kündigte der BenQ Marketingchef Jerry Wang gegenüber der taiwanischen EETimes eine Reihe neuer Geräte vom einfacheren Handy bis zum Smartphone und Ultra-Mobile PC für 2007 an. Ebenso gab BenQ bekannt, dass man sich als einer der Hauptsponsoren bei der Fußball-Europameisterschaft 2008 in Österreich und der Schweiz engagieren wolle, um sein Image in Europa wieder zu verbessern, was in Deutschland angesichts der gerade eingetretenen Insolvenz von BenQ Mobile auf heftige Kritik durch Gewerkschaften und Medien stieß. Im Sommer 2007 wurde schließlich bekannt, dass BenQ auf sein Engagement als Sponsor der Fußball-Europameisterschaft 2008 verzichtet.
Ende März 2007 wurde außerdem bekannt, dass der BenQ Finanzchef Eric Yu wegen des Verdachts auf Insiderhandel in Taiwan in Untersuchungshaft genommen wurde. Zuvor hatten Polizei und Staatsanwaltschaft die BenQ-Zentrale in Taipeh durchsucht. Die örtliche Finanzaufsicht wollte den Verdacht klären, Mitglieder des BenQ-Managements hätten noch vor der öffentlichen Bekanntgabe von größeren Quartalsverlusten im Oktober 2006 (zum Zeitpunkt der vorläufigen Insolvenz von BenQ Mobile) beziehungsweise bereits im März 2006 größere Aktienverkäufe durchgeführt. Weitere Top-Manager des Unternehmens wurden nach Zahlung einer Kaution zunächst wieder freigelassen. Gegen den Vorstandsvorsitzenden K.Y. Lee ist laut Aussage der Staatsanwaltschaft seinerzeit nicht ermittelt worden. Dennoch brach der Aktienkurs des Unternehmens nach den Festnahmen vorübergehend auf den tiefsten Stand seit Gründung des Unternehmens ein.
Gleichzeitig wurde bekannt, dass BenQ eine Summe von 504 Millionen Euro von BenQ Mobile abgezweigt hatte, kurz bevor die Tochtergesellschaft Insolvenz anmelden musste. Die rund 4350 Gläubiger, die Forderungen in Höhe von knapp 1,2 Milliarden Euro gegen die insolvente BenQ Mobile GmbH & Co. OHG angemeldet hatten, planten daraufhin eine Millionenklage gegen den Mutterkonzern BenQ in Taiwan. Daraufhin wurden unter Beobachtern und in den Medien erneut Vorwürfe laut, dass BenQ niemals an einer Rettung der Siemens-Handysparte interessiert gewesen sei und die Tochtergesellschaft bewusst in die Insolvenz geführt habe.

## Konzernstruktur/Beteiligungen

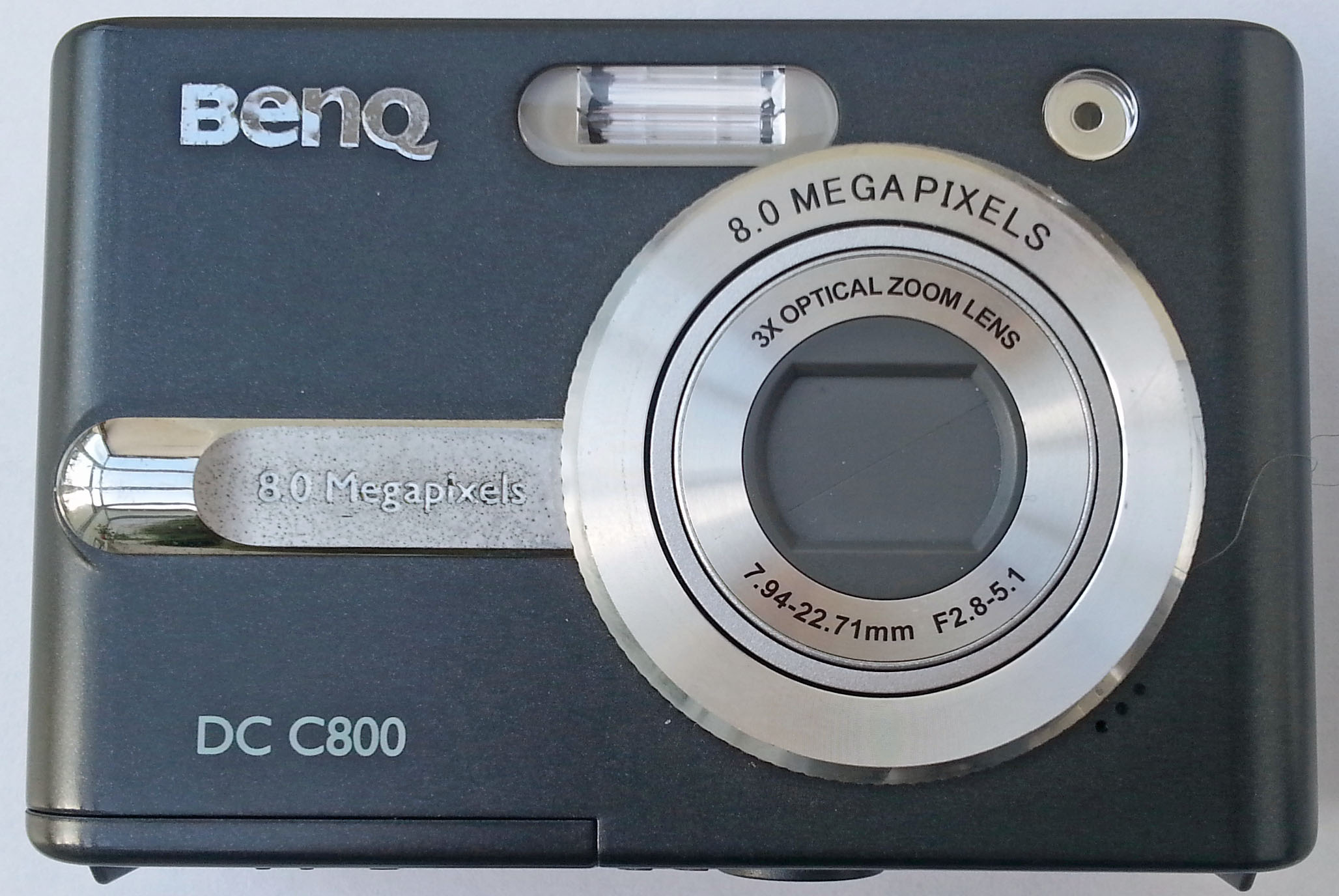
BenQ DC C800

Zu der BenQ-Gruppe gehören folgende Unternehmen:
- AU Optronics
- BenQ Corporation
- BenQ Guru Software Co.
- BenQ Hospital
- Cando Corporation
- Darfon Electronics Corporation
- Daxon Technology Inc
- Darwin Precisions Ltd.
- Daxin Materials Corporation
- Qisda Corporation
- Raydium Semiconductor Corporation
- Wellypower Co. Ltd.

## Produkte
Das Sortiment von BenQ umfasst Monitore, Videoprojektoren, Großformatanzeigen, PC-Zubehör wie Computer-Mäuse, Tastaturen und Lautsprecher, bildverarbeitende Systeme, sowie Lösungen für mobile Kommunikation und Breitbandtechnologie. In der Kombination solcher Komponenten sowohl für die berufliche als auch für die private Nutzung wird nach Ansicht von BenQ die Zukunft in der Unterhaltungselektronik liegen.